# Virginia Slims of Los Angeles
Virginia Slims of Los Angeles var en tennisturnering for kvinder på WTA Tour, som blev spillet på hardcourtbaner hvert sommer i Los Angeles-området i USA i perioderne 1971-73 og 1977-2009. Turneringen blev i sin levetid markedsført under flere forskellige navne, herunder Virginia Slims of Los Angeles, Avon Championships of Los Angeles, Acura Classic og JPMorgan Chase Open.
De to første udgaver af turneringen blev spillet i 1971-72 i Long Beach. Californien, mens man i 1973 flyttede til Los Angeles. Herefter fulgte tre års pause, fordi den sæsonafsluttede turnering Virginia Slims Championships blev afviklet i Los Angeles, inden turneringen i 1977 blev genoptaget i Los Angeles. Fra 1983 til 2002 blev den spillet i Manhattan Beach, og samtidig overgik den fra af blive spillet indendørs, som den var blevet fra dens start, til at blive afviklet udendørs. De sidste syv udgaver af turneringen fra 2003 til 2009 blev afviklet i Carson.
IMG købte i 1996 turneringen af Diamond. Den blev overtaget af Anschutz Entertainment Group i 2004. I 2009 solgte AEG og USTA turneringen til Octagon, der flyttede den til Carlsbad, Californien og omdøbte turneringen til Mercury Insurance Open.

## Navne
| Periode | Navn                                                      |
| ------- | --------------------------------------------------------- |
| 1971    | Billie Jean King Invitational                             |
| 1972    | Independent Press-Telegram's Women's Tennis Championships |
| 1973    | British Motor Cars Tournament                             |
| 1977-78 | Virginia Slims of Los Angelse                             |
| 1979-82 | Avon Championships of Los Angeles                         |
| 1983-94 | Virginia Slims of Los Angeles                             |
| 1995-99 | Acura Classic                                             |
| 2000-01 | estyle.com Classic                                        |
| 2002-06 | JPMorgan Chase Open                                       |
| 2007-08 | East West Bank Classic                                    |
| 2009    | LA Women's Tennis Championships presented by Herbalife    |

## Finaler

### Single
| År      | Vinder                  | Finalist                | Finaleresultat     |
| ------- | ----------------------- | ----------------------- | ------------------ |
| 1971    | Billie Jean King        | Rosemary Casals         | 6–1, 6–2           |
| 1972    | Rosemary Casals         | Françoise Dürr          | 6–2, 6–7(4–5), 6–3 |
| 1973    | Margaret Court          | Nancy Gunter            | 7–5, 6–7(1–5), 7–5 |
| 1974–76 | Ingen turneringer       | Ingen turneringer       | Ingen turneringer  |
| 1977    | Chris Evert             | Martina Navratilova     | 6–2, 2–6, 6–1      |
| 1978    | Martina Navratilova     | Rosemary Casals         | 6–3, 6–2           |
| 1979    | Chris Evert (2)         | Martina Navratilova     | 6–3, 6–4           |
| 1980    | Martina Navratilova (2) | Tracy Austin            | 6–2, 6–0           |
| 1981    | Martina Navratilova (3) | Andrea Jaeger           | 6–4, 6–0           |
| 1982    | Mima Jaušovec           | Sylvia Hanika           | 6–2, 7–6(4)        |
| 1983    | Martina Navratilova (4) | Chris Evert             | 6–1, 6–3           |
| 1984    | Chris Evert (3)         | Wendy Turnbull          | 6–2, 6–3           |
| 1985    | Claudia Kohde-Kilsch    | Pam Shriver             | 6–2, 6–4           |
| 1986    | Martina Navratilova (5) | Chris Evert             | 7–6(5), 6–3        |
| 1987    | Steffi Graf             | Chris Evert             | 6–3, 6–4           |
| 1988    | Chris Evert (4)         | Gabriela Sabatini       | 2–6, 6–1, 6–1      |
| 1989    | Martina Navratilova (6) | Gabriela Sabatini       | 6–0, 6–2           |
| 1990    | Monica Seles            | Martina Navratilova     | 6–4, 3–6, 7–6(6)   |
| 1991    | Monica Seles (2)        | Kimiko Date             | 6–3, 6–1           |
| 1992    | Martina Navratilova (7) | Monica Seles            | 6–4, 6–2           |
| 1993    | Martina Navratilova (8) | Arantxa Sánchez Vicario | 7–5, 7–6(4)        |
| 1994    | Amy Frazier             | Ann Grossman            | 6–1, 6–3           |
| 1995    | Conchita Martínez       | Chanda Rubin            | 4–6, 6–1, 6–3      |
| 1996    | Lindsay Davenport       | Anke Huber              | 6–2, 6–3           |
| 1997    | Monica Seles (3)        | Lindsay Davenport       | 5–7, 7–5, 6–4      |
| 1998    | Lindsay Davenport (2)   | Martina Hingis          | 4–6, 6–4, 6–3      |
| 1999    | Serena Williams         | Julie Halard-Decugis    | 6–1, 6–4           |
| 2000    | Serena Williams (2)     | Lindsay Davenport       | 4–6, 6–4, 7–6(1)   |
| 2001    | Lindsay Davenport (3)   | Monica Seles            | 6–3, 7–5           |
| 2002    | Chanda Rubin            | Lindsay Davenport       | 5–7, 7–6(5), 6–3   |
| 2003    | Kim Clijsters           | Lindsay Davenport       | 6–1, 3–6, 6–1      |
| 2004    | Lindsay Davenport (4)   | Serena Williams         | 6–1, 6–3           |
| 2005    | Kim Clijsters (2)       | Daniela Hantuchová      | 6–4, 6–1           |
| 2006    | Elena Dementieva        | Jelena Janković         | 6–3, 4–6, 6–4      |
| 2007    | Ana Ivanovic            | Nadia Petrova           | 7–5, 6–4           |
| 2008    | Dinara Safina           | Flavia Pennetta         | 6–4, 6–2           |
| 2009    | Flavia Pennetta         | Samantha Stosur         | 6–4, 6–3           |

### Double
| År      | Vinder                                               | Finalist                                   | Finaleresultat    |                   |
| ------- | ---------------------------------------------------- | ------------------------------------------ | ----------------- | ----------------- |
| 1971    | Rosemary Casals Billie Jean King                     | Françoise Dürr Ann Haydon-Jones            | 7–5, 6–3          |                   |
| 1972    | Rosemary Casals (2) Virginia Wade                    | Helen Gourlay Karen Krantzcke              | 6–4, 5–7, 7–5     |                   |
| 1973    | Rosemary Casals (3) Julie Heldman                    | Margaret Court Lesley Hunt                 | w.o.              |                   |
| 1974–76 | Ingen turneringer                                    | Ingen turneringer                          | Ingen turneringer | Ingen turneringer |
| 1977    | Rosemary Casals (4) Chris Evert                      | Martina Navratilova Betty Stöve            | 6–2, 6–4          |                   |
| 1978    | Betty Stöve Virginia Wade (2)                        | Greer Stevens Pam Teeguarden               | 6–3, 6–2          |                   |
| 1979    | Rosemary Casals (5) Chris Evert (2)                  | Martina Navratilova Anne Smith             | 6–4, 1–6, 6–3     |                   |
| 1980    | Rosemary Casals (6) Martina Navratilova              | Kathy Jordan Anne Smith                    | 7–6, 6–2          |                   |
| 1981    | Sue Barker Ann Kiyomura                              | Marita Redondo Peanut Louie                | 6–1, 4–6, 6–1     |                   |
| 1982    | Kathy Jordan Anne Smith                              | Barbara Potter Sharon Walsh                | 6–3, 7–5          |                   |
| 1983    | Martina Navratilova (2) Pam Shriver                  | Betsy Nagelsen Virginia Ruzici             | 6–1, 6–0          |                   |
| 1984    | Chris Evert Lloyd (3) Wendy Turnbull                 | Bettina Bunge Eva Pfaff                    | 6–2, 6–4          |                   |
| 1985    | Claudia Kohde-Kilsch Helena Suková                   | Hana Mandlíková Wendy Turnbull             | 6–4, 6–2          |                   |
| 1986    | Martina Navratilova (3) Pam Shriver (2)              | Claudia Kohde-Kilsch Helena Suková         | 6–4, 6–3          |                   |
| 1987    | Martina Navratilova (4) Pam Shriver (3)              | Zina Garrison Lori McNeil                  | 6–3, 6–4          |                   |
| 1988    | Patty Fendick Jill Hetherington                      | Gigi Fernández Robin White                 | 7–6(2), 5–7, 6–4  |                   |
| 1989    | Martina Navratilova (5) Wendy Turnbull (2)           | Claudia Kohde-Kilsch Mary Joe Fernández    | 5-2 opg.          |                   |
| 1990    | Gigi Fernández Jana Novotná                          | Mercedes Paz Gabriela Sabatini             | 6–3, 4–6, 6–4     |                   |
| 1991    | Larisa Savtjenko Natalija Zvereva                    | Gretchen Rush Magers Robin White           | 6–1, 2–6, 6–2     |                   |
| 1992    | Arantxa Sánchez Vicario Helena Suková (2)            | Zina Garrison Pam Shriver                  | 6–4, 6–2          |                   |
| 1993    | Arantxa Sánchez Vicario (2) Helena Suková (3)        | Gigi Fernández Natalija Zvereva            | 7–6(3), 6–3       |                   |
| 1994    | Julie Halard Nathalie Tauziat                        | Jana Novotná Lisa Raymond                  | 6–1, 0–6, 6–1     |                   |
| 1995    | Gigi Fernández (2) Natasja Zvereva (2)               | Gabriela Sabatini Larisa Savchenko-Neiland | 7–5, 6–7(2), 7–5  |                   |
| 1996    | Lindsay Davenport Natasja Zvereva (3)                | Amy Frazier Kimberly Po                    | 6–1, 6–4          |                   |
| 1997    | Yayuk Basuki Caroline Vis                            | Larisa Savchenko-Neiland Helena Suková     | 7–6(7), 6–3       |                   |
| 1998    | Martina Hingis Natasha Zvereva (4)                   | Tamarine Tanasugarn Jelena Tatarkova       | 6–4, 6–2          |                   |
| 1999    | Arantxa Sánchez Vicario (3) Larisa Savchenko-Neiland | Lisa Raymond Rennae Stubbs                 | 6–2, 6–7(5), 6–0  |                   |
| 2000    | Els Callens Dominique Monami Van Roost               | Kimberly Po Anne-Gaëlle Sidot              | 6–2, 7–5          |                   |
| 2001    | Kimberly Po-Messerli Nathalie Tauziat (2)            | Nicole Arendt Caroline Vis                 | 6–3, 7–5          |                   |
| 2002    | Kim Clijsters Jelena Dokić                           | Daniela Hantuchová Ai Sugiyama             | 6–2, 6–3          |                   |
| 2003    | Mary Pierce Rennae Stubbs                            | Jelena Bovina Els Callens                  | 6–3, 6–3          |                   |
| 2004    | Nadia Petrova Meghann Shaughnessy                    | Conchita Martínez Virginia Ruano Pascual   | 6–7(2), 6–4, 6–3  |                   |
| 2005    | Jelena Dementjeva Flavia Pennetta                    | Angela Haynes Bethanie Mattek              | 6–2, 6–4          |                   |
| 2006    | Virginia Ruano Pascual Paola Suárez                  | Daniela Hantuchová Ai Sugiyama             | 6–3, 6–4          |                   |
| 2007    | Květa Hrdličková Peschke Rennae Stubbs (2)           | Alicia Molik Mara Santangelo               | 6–0, 6–1          |                   |
| 2008    | Chan Yung-Jan Chuang Chia-Jung                       | Eva Hrdinová Vladimíra Uhlířová            | 2–6, 7–5, [10-4]  |                   |
| 2009    | Chuang Chia-Jung (2) Yan Zi                          | Marija Kirilenko Agnieszka Radwańska       | 6–0, 4–6, [10–7]  |                   |